# پرپروک‌های اوکیروتیکا
پرپروک‌های اوکیروتیکا (نام علمی: Ochyrotica) یک سرده از شاپرک‌های خانواده شاپرکان پردار و تنها سرده در زیرخانواده Ochyroticinae است. Ochyrotica توسط Lord Walsingham در سال ۱۸۹۱ و زیرخانواده Ochyroticinae توسط Lutz Thilo Wasserthal در سال ۱۹۷۰ توصیف شد.